# Miranda Campa
Miranda Campa (* 31. Januar 1914 in Genf; † 7. Mai 1989 in Rom) war eine italienische Schauspielerin.

## Leben
Die Nichte der Schauspieler Pio Campa und Wanda Capodaglio besuchte die Accademia nazionale d’arte drammatica in Rom, wo sie in der Spielzeit 1937/38 diplomierte. Nach einiger Zeit als Ensemblemitglied ihrer Ausbildungsstätte wechselte sie 1952/53 zum „Piccolo Teatro di Roma“ unter Orazio Costa. 1954 wurde sie von Der Compagnie Andreina Pagnani/Carlo Ninchi/Olga Villi/Aroldo Tieri unter Vertrag genommen, dann von Vittorio Gassman. Schließlich, immer noch 1955, spielte sie in Bernarda Albas Haus unter der Regie Giorgio Strehlers am Piccolo Teatro di Milano. Ihre Theaterkarriere führte sie dann noch zum renommierten Teatro San’Erasmo.
Campa bildete zahlreiche Schauspielerinnen in Sprechkursen aus. Eine letzte Rolle ist für Dezember 1987 erwähnt.
Für das Kino arbeitete Campa seit 1949 und bis 1982 hin und wieder, immer in zweiter oder dritter Reihe als Charakterdarstellerin. Wichtiger für die Leinwände ihres Heimatlandes war ihr Engagement als Synchronsprecherin, in welcher Funktion sie auch für das Radio und bei Fernsehkomödien wirkte.

## Filmografie (Auswahl)
- 1949: Mönch und Musketier (Il figlio di d'Artagnan)
- 1952: Vom Landpfarrer zum Papst (Gli uomini non guardiano il cielo)
- 1953: Don Camillos Rückkehr (Le Retour de Don Camille)
- 1957: Der Vampir von Notre Dame (I vampiri)
- 1960: Die Hölle am gelben Fluß (Apocalisse sul fiume giallo)
- 1960: Rasputin, der Dämon von Petersburg (L'ultimo zar)
- 1961: Die Bacchantinnen (Le Baccanti)
- 1970: Die Frau des Priesters (La moglie del prete)
- 1979: Die Liebe einer Frau (Clair de femme)
- 1982: Grog